# Adam Szczurowski
Adam Szczurowski (ur. 24 maja 1924 w Krakowie, zm. 16 stycznia 2009) – polski inżynier górnictwa, działacz państwowy i partyjny, profesor nadzwyczajny doktor nauk technicznych, były prezes Wyższego Urzędu Górniczego i Głównego Instytutu Górnictwa, w latach 1983–1990 przewodniczący Prezydium Wojewódzkiej Rady Narodowej w Katowicach.

## Życiorys
Syn Zygmunta i Ireny. W 1939 ukończył gimnazjum w Chrzanowie, następnie rozpoczął pracę w Kopalni „Siersza”. Od 1942 wysiedlony do Krakowie, gdzie ukończył szkołę z tytułem technika mechanika i pracował jako kreślarz. Od 1943 aktywny w grupie Armii Krajowej „Żelbet”. Podjął naukę w podziemnej Akademii Górniczej w Krakowie, w 1948 zdobył dyplom inżyniera górniczego. Podczas studiów zatrudniony jako asystent w Zakładzie Górnictwa AG. W 1976 obronił na macierzystej uczelni doktorat, specjalizował się w zakresie zagrożeń metanowych w górnictwie. W dniu 14 września 1978 został profesorem nadzwyczajnym nauk technicznych. Autor i współautor publikacji naukowych. Był też współautorem co najmniej kilku patentów.
Później pracował w Kopalni „Dymitrow” w Bytomiu, gdzie awansował na kierownika robót górniczych. Od 1953 zatrudniony w Głównym Instytucie Górnictwa w Katowicach jako kierownik sekcji. W następnych latach naczelny inżynier Kopalni „Brzeszcze” i dyrektor naczelny Kopalni „Bierut”. W latach 1957–1973 pozostawał dyrektorem technicznym Rybnickiego Zagłębia Węglowego, a w 1974 przez kilka miesięcy prezesem Wyższego Urzędu Górniczego. Od października 1974 do lipca 1975 był naczelnym dyrektorem Zabrzańskiego Zjednoczenia Przemysłu Węglowego, jednocześnie od listopada 1974 do października 1975 pozostawał prezesem Górnika Zabrze. Od lipca 1975 do lipca 1980 pełnił funkcję naczelnego dyrektora Głównego Instytutu Górniczego w Katowicach.
W 1961 wstąpił do Polskiej Zjednoczonej Partii Robotniczej. Był członkiem Komitetu PZPR w Katowicach oraz członkiem egzekutywy Komitetu Powiatowego w Wodzisławiu Śląskim. W 1974 został pełnomocnikiem rządu ds. szkód górniczych. Zasiadał w Wojewódzkiej Radzie Narodowej w Katowicach, 28 grudnia 1983 objął fotel przewodniczącego jej Prezydium. Zajmował to stanowisko do 1990. Przez wiele lat działał także w Stowarzyszeniu Inżynierów i Techników Górnictwa.
Został odznaczony Srebrnym (1954) i Złotym (1955) Krzyżem Zasługi. Pochowany na cmentarzu w Rybniku.